# Ministério do Desenvolvimento Agrário e Agricultura Familiar
O Ministério do Desenvolvimento Agrário e Agricultura Familiar (MDA) do Brasil é a pasta no Governo Federal responsável pelas ações de reforma agrária, regularização fundiária, regularização de territórios quilombolas, cadastro de imóveis rurais e educação do campo. O órgão tem ainda como competências a promoção da política agrícola, assistência técnica, associativismo, cooperativismo e outras ações destinadas à agricultura familiar e desenvolvimento rural sustentável desse segmento social.
O Ministério foi criado em 25 de novembro de 1999 pela Medida Provisória n° 1.911-12, Ministério da Política Fundiária e do Desenvolvimento Agrário, e em 2000 é renomeado para Ministério do Desenvolvimento Agrário (MDA). Contudo, seu histórico retroage até o Ministério Extraordinário para Assuntos Fundiários (MEAF), criado em 1982, convertido no Ministério da Reforma e Desenvolvimento Agrário (MIRAD) em 1985, porém descontinuado em 1989.
Em 2016, o MDA foi convertida em Secretaria Especial da Agricultura Familiar e do Desenvolvimento Agrário (SEAD) do Ministério do Desenvolvimento Social e posteriormente transferido para a Presidência da República ainda naquele ano. No começo de 2019 acabou por fim extinto e suas atribuições repassadas ao Ministério da Agricultura, Pecuária e Abastecimento (MAPA). Em 1º de janeiro de 2023 foi recriada e recebeu nova denominação por meio da Medida Provisória nº 1.154, a mesma que também recria o Ministério da Pesca e Aquicultura, entre outros ministérios. A nova estrutura do MDA está definida pelo Decreto nº 11.338 de 2023.
Antes de sua extinção em 2019 tinha por competências a reforma agrária e reordenamento agrário, regularização fundiária na Amazônia Legal, promoção do desenvolvimento sustentável da agricultura familiar e das regiões rurais e a identificação, reconhecimento, delimitação, demarcação e titulação das terras ocupadas pelos remanescentes das comunidades dos quilombos. Exercia, em caráter extraordinário, as competências relativas à regularização fundiária na Amazônia de que trata o artigo 33 da lei no 11.952, de 25 de junho de 2009.
Em 2023, além de sua recriação, com retorno de quase todas as suas atribuições e competências, foram-lhe acrescidas as questões do Abastecimento Alimentar, a Agroecologia, a Soberania Alimentar, e melhor explicitada os temas da Governança Fundiária, do Desenvolvimento Territorial e Socioambiental e o do Etnodesenvolvimento.
Estão vinculados ao MDA as Centrais de Abastecimento de Minas Gerais (Ceasa Minas), as Companhia de Entrepostos e Armazéns Gerais de São Paulo (CEAGESP), a Companhia Nacional de Abastecimento (Conab), a Agência Nacional de Assistência Técnica e Extensão Rural (Anater) e o Instituto Nacional de Colonização e Reforma Agrária (Incra).

## Histórico
Em 1982, o decreto nº 87.457 cria o cargo de Ministro Extraordinário para Assuntos Fundiários (MEAF), sob a presidência da República de João Figueiredo. Em 1985, o decreto nº 91.214 cria o Ministério da Reforma e do Desenvolvimento Agrário (MIRAD), confirmada pela Lei nº 7.319, de 11 de junho de 1985, na presidência de José Sarney. Em 15 de janeiro de 1989, a medida provisória nº 29 extingue o MIRAD, convertida na Lei nº 7.739, de 16 de março de 1989. Sua última estrutura regimental tinha sido delineada pelo Decreto nº 95.074, de 21 de outubro de 1987
Em março de 1990, é incorporado pelo Ministério da Agricultura na presidência de Fernando Collor, sob a denominação de Ministério da Agricultura e Reforma Agrária (MARA).
Em 29 de abril de 1996, por decreto, é nomeado pelo presidente Fernando Henrique Cardoso o ministro de Estado Extraordinário de Política Fundiária, motivado pelo Massacre de Eldorado dos Carajás.
A medida provisória (MPv) 1.911-12, de 25 de novembro de 1999, transforma o gabinete do ministro de Estado Extraordinário de Política Fundiária em Ministério da Política Fundiária e Agricultura Familiar e a MPv 1.999-13, de 14 de dezembro de 1999, em Ministério da Política Fundiária e do Desenvolvimento Agrário.
A MPv 1.999-14, de 13 de janeiro de 2000 criou o Ministério do Desenvolvimento Agrário (MDA) a partir da transformação do gabinete do ministro de Estado Extraordinário de Política Fundiária. Em 14 de janeiro de 2000, o decreto nº 3.338 cria o MDA, regulamentando a MP 1.999-14.
A MP nº 2.216-37, de 31 de agosto de 2001, transferiu do Ministério da Agricultura, Pecuária e Abastecimento para o MDA as atribuições relacionadas com a promoção do desenvolvimento sustentável do segmento rural constituído pelos agricultores familiares.
Em 11 de maio de 2016, através do decreto da Presidente da República à época, Dilma Rousseff, foi exonerado do cargo de Ministro de Estado do Desenvolvimento Agrário, Patrus Ananias de Sousa.
A medida provisória nº 726, de 12 de maio de 2016, expedida pelo Presidente em exercício Michel Temer, alterou e revogou os dispositivos da Lei nº 10.683, de 28 de maio de 2003 e extinguiu o Ministério do Desenvolvimento Agrário (MDA), transferindo suas competências para o Ministério do Desenvolvimento Social (MDS), que passou a se denominar Ministério do Desenvolvimento Social e Agrário (MDSA).
O decreto nº 8.780, de 27 de maio de 2016, transferiu as competências do Ministério do Desenvolvimento Agrário (MDA), que estavam com o Ministério do Desenvolvimento Social (MDS), para a Secretaria Especial de Agricultura Familiar e do Desenvolvimento Agrário da Presidência da República (SEAD) e o decreto nº 8.786, de 14 de junho de 2016, subordinou a estrutura do extinto Ministério do Desenvolvimento Agrário (MDA) ao Ministro de Estado Chefe da Casa Civil da Presidência da República.
Em 30 de maio de 2016, o decreto do Vice-Presidente da República, Michel Temer, no exercício do cargo de Presidente da República, nomeou José Ricardo Ramos Roseno, para  o cargo de Secretário Especial da Agricultura Familiar e do Desenvolvimento Agrário da Casa Civil da Presidência da República. Sua última estrutura regimental foi definida pelo decreto nº 8.786 de 14 de junho de 2016,
Em 1º de janeiro de 2019 por meio da Medida Provisória o presidente Jair Bolsonaro extingue a SEAD transferindo suas competências, pessoal e recursos para o Ministério da Agricultura, Pecuária e Abastecimento (MAPA). Situação similar aconteceu com a Secretaria Especial da Pesca e Aquicultura (outrora também Ministério). As atribuições outrora do MDA ficaram a cargo no MAPA exercidas efetivamente pela Secretaria de Agricultura Familiar e Cooperativismo (SAFC) e pela Secretaria Especial de Assuntos Fundiários (SEAF) e, parcialmente, pela Secretaria de Política Agrícola (SPA) e pela Secretaria de Desenvolvimento Rural e Inovação (SRI).
Em 2023 a Medida Provisória nº 1.154 recria o órgão com o status de ministério, passando a se chamar Ministério do Desenvolvimento Agrário e Agricultura Familiar, e o deputado federal Luiz Paulo Teixeira Ferreira assumiu o cargo de ministro no dia 3 de janeiro de 2023.

## Cadastro Nacional da Agricultura Familiar (CAF)[12]
O Cadastro Nacional da Agricultura Familiar (CAF) é o instrumento para identificar e qualificar o público beneficiário da Política Nacional da Agricultura Familiar (Lei nº 11.326/2006), bem como, a Unidade Familiar de Produção Agrária (UFPA), os Empreendimentos Familiares Rurais e as formas associativas da agricultura familiar (cooperativas agropecuárias e associações rurais).
A inscrição no CAF é requisito básico para obtenção do acesso às diversas políticas públicas direcionadas ao desenvolvimento e fortalecimento da agricultura familiar. A inscrição no CAF deverá substituir a DAP – Declaração de Aptidão ao Programa Nacional de Fortalecimento da Agricultura Familiar (Pronaf) para fins de acesso a todas as políticas públicas que tem esse documento como requisito.
Para realizar a inscrição no CAF, o requerente deverá buscar uma entidade integrante da Rede CAF, pois somente os agentes cadastradores da Rede CAF terão acesso ao sistema.

## Programa Nacional de Fortalecimento da Agricultura Familiar (Pronaf)
O Programa Nacional de Fortalecimento da Agricultura Familiar (Pronaf) foi criado em 1995, inicialmente como uma linha de crédito rural. Hoje envolve um conjunto de ações destinadas a aumentar a capacidade produtiva, geração de emprego e elevação da renda dos agricultores familiares, com o intuito de promover o desenvolvimento no meio rural.
O acesso ao crédito rural é uma das ações direcionadas aos agricultores do segmento agropecuário conhecido como agricultura familiar, que administram, gerenciam e trabalham no desenvolvimento das suas atividades, conforme classificação definida na Lei 11.326, de 24 de julho de 2006.

## Políticas e Programas para a Agricultura Familiar (antes da extinção da SEAD)
- Identificação da Família Rural:
  - Declaração de Aptidão ao Pronaf (DAP)
- Certificação de Origem do Produto da Agricultura Familiar:
  - Selo da Agricultura Familiar (Sipaf)
  - Selo Quilombos do Brasil
  - Selo Indígenas do Brasil
- Programa de Assistência Técnica e Extensão Rural (Ater)
- Crédito Rural:
  - Programa Nacional de Fortalecimento da Agricultura Familiar (Pronaf)
- Comercialização:
  - Programa de Aquisição de Alimentos (PAA)
  - Programa Nacional de Alimentação Escolar (Pnae)
  - Programa de Sementes e Mudas para a Agricultura Familiar (PNSMAF)
  - Programa Agroindústria
  - Sistema Unificado de Atenção à Sanidade Animal (Suasa)
- Seguro da Produção:
  - Garantia-Safra
  - Programa de  Garantia de Preços para a Agricultura Familiar (PGPAF)
  - Política de Garantia de Preço Mínimo para a Sociobiodiversidade (PGPM-Bio)
  - Seguro da Agricultura Familiar (SEAF)
- Acesso à Terra, Regularização Fundiária e Reforma Agrária:
  - Programa Nacional de Crédito Fundiário (PNCF)
  - Programa Terra Legal
  - Programa de Cadastro de Terra e Regularização Fundiária
- Cidadania:
  - Plano Nacional de Juventude e Sucessão Rural
  - Programa Nacional de Documentação da Trabalhadora Rural (PNDTR)
  - Organização Produtiva das Mulheres Rurais
  - Povos e Comunidades Tradicionais: Ater Quilombola e Indígena
  - Programa Nacional de Acesso ao Ensino Técnico e Emprego no Campo (Pronatec - Campo)
  - Arca das Letras
  - Programa Territórios da Cidadania (PTC)
  - Programa de Apoio a Projetos de Infraestrutura e Serviços em Territórios Rurais (Proinf)
- Agroecologia e Produção Orgânica:
  - Plano Nacional de Agroecologia e Produção Orgânica (Planapo)
  - Brasil Agroecológico
  - Cultivares Crioulas
  - Pronaf Agroecologia
  - Programa Nacional de Produção e Uso do Biodiesel (PNPB)
  - Selo Combustível Social
- Pac e Mais Alimentos: Programa de Aceleração do Crescimento (PAC 2)

## Estrutura Organizacional[6]
- Órgãos de assistência direta e imediata ao Ministro de Estado
  - Assessoria Especial;
  - Gabinete;
  - Assessoria de Participação Social e Diversidade;
  - Assessoria Especial de Comunicação Social;
  - Assessoria Especial de Assuntos Parlamentares e Federativos;
  - Assessoria Especial de Controle Interno;
  - Ouvidoria;
  - Corregedoria;
  - Assessoria Internacional;
  - Consultoria Jurídica;
  - Departamento de Mediação e Conciliação de Conflitos Agrários; e
  - Secretaria-Executiva:
    - Gabinete;
    - Subsecretaria de Mulheres Rurais;
    - Subsecretaria de Planejamento, Orçamento e Administração;
    - Departamento de Avaliação, Monitoramento, Estudos e Informações Estratégicas; e
    - Secretaria-Executiva dos Órgãos Colegiados;
- Secretaria de Agricultura Familiar e Agroecologia:
  - Departamento de Financiamento, Proteção e Apoio à Inclusão Produtiva Familiar;
  - Departamento de Inovação para a Produção Familiar e Transição Agroecológica; e
  - Departamento de Assistência Técnica e Extensão Rural;
- Secretaria de Governança Fundiária, Desenvolvimento Territorial e Socioambiental:
  - Departamento de Governança Fundiária; e
  - Departamento de Desenvolvimento Territorial e Socioambiental;
- Secretaria de Abastecimento, Cooperativismo e Soberania Alimentar:
  - Departamento de Apoio à Aquisição e à Comercialização da Agricultura Familiar; e
  - Departamento de Cooperativismo, Apoio à Inclusão Sanitária, Agroindústria e Certificação da Produção Familiar; e
- Secretaria de Territórios e Sistemas Produtivos Quilombolas e Tradicionais:
  - Departamento de Reconhecimento, Proteção de Territórios Tradicionais e Etnodesenvolvimento;

## Órgãos colegiados[6]
a) Comitê Gestor do Garantia-Safra;
b) Comitê Gestor do Programa de Garantia de Preços para a Agricultura Familiar - PGPAF; e
c) Câmara Técnica de Destinação e Regularização Fundiária de Terras Públicas Federais Rurais

## Unidades descentralizadas[6]
- Escritórios Estaduais - sob orientação da Coordenação-Geral de Escritórios Estaduais, que compete monitorar, supervisionar e gerenciar as atividades relacionadas às atribuições legais do MDA nos Estados e no Distrito Federal.

## Entidades públicas vinculadas[6]
- Agência Nacional de Assistência Técnica e Extensão Rural (Anater)
- Centrais de Abastecimento de Minas Gerais (Ceasa Minas)
- Companhia de Entrepostos e Armazéns Gerais de São Paulo (CEAGESP)
- Companhia Nacional de Abastecimento (Conab)
- Instituto Nacional de Colonização e Reforma Agrária (INCRA)